# Liste der Kulturdenkmäler in Billertshausen
Die folgende Liste enthält die in der Denkmaltopographie ausgewiesenen Kulturdenkmäler auf dem Gebiet des Ortsteils Billertshausen der  Stadt Alsfeld, Vogelsbergkreis, Hessen.
Hinweis: Die Reihenfolge der Denkmäler in dieser Liste orientiert sich an der Anschrift, alternativ ist sie auch nach der Bezeichnung, der vom Landesamt für Denkmalpflege vergebenen Nummer oder der Bauzeit sortierbar.
Kulturdenkmäler werden fortlaufend im Denkmalverzeichnis des Landes Hessen durch das Landesamt für Denkmalpflege Hessen auf Basis des Hessischen Denkmalschutzgesetzes (HDSchG) geführt. Die Schutzwürdigkeit eines Kulturdenkmals hängt nicht von der Eintragung in das Denkmalverzeichnis des Landes Hessen oder der Veröffentlichung in der Denkmaltopographie ab.

| Bild                                     | Bezeichnung                              | Lage                                                                       | Beschreibung | Bauzeit | Objekt-Nr. |
| ---------------------------------------- | ---------------------------------------- | -------------------------------------------------------------------------- | ------------ | ------- | ---------- |
| Bild gesucht BW                          | Billertshausen                           | Gesamtanlage Lage                                                          |              |         | 12415 DDB  |
| weitere Bilder                           | Evangelische Pfarrkirche                 | Am Getürms 6, Gethürms (Außerhalb Ortslage) LageFlur: 8, Flurstück: 4, 5/1 |              |         | 12416 DDB  |
| Hofanlage                                | Hofanlage                                | Angenröder Straße 1 LageFlur: 1, Flurstück: 96/1                           |              |         | 13306 DDB  |
| Hofanlage                                | Hofanlage                                | Angenröder Straße 2 LageFlur: 1, Flurstück: 75/1                           |              |         | 13307 DDB  |
| Ehemalige Dorfschule                     | Ehemalige Dorfschule                     | Angenröder Straße 16 LageFlur: 1, Flurstück: 85/2                          |              |         | 12419 DDB  |
| Tagelöhnerhaus                           | Tagelöhnerhaus                           | Bellenwiesenweg 6 LageFlur: 1, Flurstück: 13/1                             |              |         | 12420 DDB  |
| Evangelisches Pfarrhaus und Pfarrscheune | Evangelisches Pfarrhaus und Pfarrscheune | Heimertshäuser Straße 1 LageFlur: 1, Flurstück: 74/1                       |              |         | 12421 DDB  |
| Fachwerkwohnhaus und Wirtschaftsgebäude  | Fachwerkwohnhaus und Wirtschaftsgebäude  | Heimertshäuser Straße 2 LageFlur: 1, Flurstück: 46/1                       |              |         | 12422 DDB  |
| Hofanlage                                | Hofanlage                                | Zeller Straße 8 LageFlur: 1, Flurstück: 16                                 |              |         | 12423 DDB  |